# Vanilla andamanica
Vanilla andamanica är en orkidéart som beskrevs av Robert Allen Rolfe. Vanilla andamanica ingår i släktet Vanilla och familjen orkidéer. Inga underarter finns listade i Catalogue of Life.